# Feldzug

Hannibals Feldzüge gegen die Römer bei der Invasion Italiens im Zweiten Punischen Krieg

Feldzug, Heereszug oder Heerzug, veraltet auch Kriegszug, (en. campaign, fr. campagne, ru. кампания, поход) ist die Bezeichnung für ein groß angelegtes militärisches Unternehmen zum Erreichen wichtiger militär-politischer und militär-strategischer Ziele während einer Etappe eines großen bewaffneten Konfliktes (eines Krieges).
Ein Feldzug besteht in der Regel aus einer Reihe strategischer Operationen und anderen militärischen Aktivitäten auf dem kontinentalen Kriegsschauplatz und/oder (ozeanischen) Seekriegsschauplatz, die nach einer gemeinsamen Idee und nach einheitlichem Plan vorbereitet und durchgeführt werden.

## Begriffsgeschichte und Bedeutungswandel
Ursprünglich verstand man unter einem Feldzug alle Handlungen eines Heeres (einer Armee, einer Flotte) in einem Krieg:
- vom Ausmarsch (maritim – von der Ausfahrt),
- über das Vorrücken (maritim – die Überfahrt) der Truppen (Kräfte),
- den Überfall (die Invasion) auf das Territorium (Aquatorium) des Gegners,
- die Kampfführung in Gefechten und Schlachten,
- bis zur Rückkehr.[2]

Nach Carl von Clausewitz bevorzugte man in den Kriegswissenschaften, „den Krieg und im Kriege den einzelnen Feldzug als eine Kette zu betrachten, die aus lauter Gefechten zusammengesetzt ist […]“
In der Epoche der Kabinettskriege (etwa 1650 bis 1800) wurden die Kriegshandlungen im Winter unterbrochen. Der Feldzug bezeichnete nur eine bestimmte Etappe eines mehrjährigen Krieges.
Ein Feldzug umfasste gewöhnlich sämtliche militärische Operationen eines Kalenderjahres, von einem Winterlager bis zum nächsten Winterquartier, oder auch nur während einer Jahreszeit (z. B. Sommerfeldzug). Spätere Benennungen für Feldzüge übernahmen diese zeitlichen Begrenzungen.
Seit dem Beginn des 19. Jahrhunderts wurde es üblich, in offiziellen Dokumenten die Gesamtheit aller Operationen einer Armee, die räumlich auf einem selbstständigen Teil eines Kriegsschauplatzes durchgeführt wurden, als Feldzug (z. B. Afrikafeldzug) zu bezeichnen. Bei Carl von Clausewitz heißt es:„Ob man […] Feldzug nennt, was in einem Jahr an kriegerischen Begebenheiten […] vorgekommen ist, so ist es doch gewöhnlicher und bestimmter gesprochen, die Begebenheiten eines Kriegstheaters darunter zu verstehen.“ Ein Krieg konnte und kann somit aus mehreren Feldzügen bestehen.
In der Literatur kann sich bei historischen Kriegen der Begriff Feldzug oft auf den gesamten Krieg beziehen, d. h. über mehr als ein Jahr, wie zum Beispiel Napoleons Russlandfeldzug. Clausewitz schreibt dazu:„Niemand wird den Feldzug von 1812 an der Memel endigen lassen, wo die Armeen sich am 1. Januar befanden, und den weiteren Rückzug […] bis über die Elbe zum Feldzug von 1813 rechnen, da er offenbar nur ein Stück des ganzen Rückzuges von Moskau ist.“
Im militärischen Sprachgebrauch am Beginn des 21. Jahrhunderts versteht man unter einem Feldzug in sich geschlossene und ohne Unterbrechung aufeinander folgende strategische Operationen und andere militärischen Aktivitäten auf dem kontinentalen Kriegsschauplatz und/oder (ozeanischen) Seekriegsschauplatz, die nach einer gemeinsamen Idee und nach einheitlichem Plan vorbereitet und durchgeführt werden. Ein Anwendungsbeispiel geben die militärischen Syrien-Operationen der Streitkräftegruppierung Russlands (2015–2017, Feldzug in Syrien).

## Andere Begriffsverwendungen
Im übertragenen Sinn kann das Wort Feldzug auch systematische Versuche bezeichnen, etwas oder jemanden zu beeinflussen oder zu bekämpfen, z. B.:
- Werbefeldzug,
- Wahlkampf-Feldzug,
- Rachefeldzug.

Ein Feldzug in diesem Sinne ähnelt der Kampagne.